# Список политических партий Люксембурга
Ниже приведен список политических партий Люксембурга.
Люксембург имеет многопартийную систему с тремя сильными политическими партиями; недавно появились еще две умеренно успешные партии. Ни у одной партии нет шансов прийти к власти в одиночку, и они вынуждены сотрудничать друг с другом, чтобы сформировать коалиционное правительство.

## Список
Количество местных советников – это общее количество советников, избранных в муниципальные советы, использующие пропорциональное представительство. В мажоритарных коммунах партии обычно работают не одинаково, что затрудняет сравнение.

### Парламентские
| Название Оригинальное название | Название Оригинальное название | Название Оригинальное название                                                             | Аббр. | Идеология                                                | Мест в Палате депутатов | Мест в Европарламенте | Мест в местных советах |
| ------------------------------ | ------------------------------ | ------------------------------------------------------------------------------------------ | ----- | -------------------------------------------------------- | ----------------------- | --------------------- | ---------------------- |
|                                |                                | Альтернативная демократическая партия реформ Alternativ Demokratesch Reformpartei          | ADR   | Национал-консерватизм, Продвижение люксембургского языка | 4 из 60                 | 0 из 6                | 6 из 600               |
|                                |                                | Христианско-социальная народная партия, Chrëschtlech Sozial Vollekspartei                  | CSV   | Христианская демократия, Проевропеизм                    | 21 из 60                | 2 из 6                | 209 из 600             |
|                                |                                | Демократическая партия, Demokratesch Partei                                                | DP    | Либерализм, Проевропеизм                                 | 12 из 60                | 1 из 6                | 108 из 600             |
|                                |                                | Зелёные, Déi Gréng                                                                         | DG    | Зеленая политика                                         | 9 из 60                 | 1 из 6                | 77 из 600              |
|                                |                                | Левые, Déi Lénk                                                                            | DL    | Демократический социализм, Евроскептицизм                | 2 из 60                 | 0 из 6                | 8 из 600               |
|                                |                                | Люксембургская социалистическая рабочая партия, Lëtzebuerger Sozialistesch Arbechterpartei | LSAP  | Социал-демократия, Проевропеизм                          | 10 из 60                | 1 из 6                | 155 из 600             |
|                                |                                | Пиратская партия Люксембурга, Piratepartei Lëtzebuerg                                      | PPLU  | Пиратская политика                                       | 2 из 60                 | 0 из 6                | 3 из 600               |

### Внепарламентские
| Название Оригинальное название | Название Оригинальное название | Название Оригинальное название                                      | Аббр. | Идеология                                  | Мест в местных советах |
| ------------------------------ | ------------------------------ | ------------------------------------------------------------------- | ----- | ------------------------------------------ | ---------------------- |
|                                |                                | Коммунистическая партия Люксембурга Kommunistesch Partei Lëtzebuerg | KPL   | Коммунизм Марксизм-ленинизм Евроскептицизм | 2 из 600               |
|                                |                                | Гражданский список Biergerlëscht                                    |       | Правый популизм, Политика одного вопроса   | 1 из 600               |
|                                |                                | Volt Люксембург Volt Lëtzebuerg                                     | Volt  | Еврофедерализм Проевропеизм                | 0 из 600               |

## Исторические

### До 1945
- Свободный список фермеров, среднего класса и рабочих
- Независима национальная партия
- Независимая партия правых
- Либеральная лига
- Либеральные левые
- Партия правых
- Радикальная либеральная партия
- Радикальная партия
- Социалистическая партия
- Германское национальное движение

### После 1945
- Коммунистическая лига Люксембурга,
- Свободная партия Люксембурга,
- Зеленый и либеральный альянс,
- Национальное движение,
- Партия третьего возраста,
- Народное независимое движение,
- Революционная социалистическая партия,
- Социал-демократическая партия,
- Налогоплательщики,

## См.также
- Государственное устройство Люксембурга
- Список правящих партий по странам